# Transfer Smolena
Transfer Smolena (ang. Smolen transfers) – brydżowa konwencja licytacyjna opracowana przez amerykańskiego brydżystę Michaela Smolena.
Transfer Smolena polega na tym, że po otwarciu partnera 1BA, z ręką zawierającą 5-4 w kolorach starszych i siłą gwarantującą dograną, licytujemy 2♣ Stayman, a po ewentualnej odpowiedzi 2♦ (pokazującej brak czterokartowego koloru starszego), licytujemy na poziomie trzech kolor czwórki. Taka licytacja zawsze ustawia ostateczny kontrakt z ręki partnera. Tę samą konwencję można zastosować w układem 6-4, wtedy po ewentualnym 3BA, licytujemy transfer na kolor szóstki.
Transfer Smolena można też użyć w licytacji dwustronnej, na przykład kiedy Staymana skontruje przeciwnik z lewej, a partner i przeciwnik z prawej po kontrze spasują.